# Walerian Orłowski
Walerian Hildegard Orłowski (ur. 17 września 1893 w Kimpolungu, zm. wiosną 1940 w Katyniu) – major piechoty Wojska Polskiego, ofiara zbrodni katyńskiej.

## Życiorys
Syn Waleriana i Karoliny z domu Bieber. Wywodził się z inteligenckiej rodziny emigrantów polskich osiadłych w Rumunii. Należał do Towarzystwa Gimnastycznego „Sokół” oraz „Polowej Drużyny Młodych”. Egzamin maturalny złożył w grecko-orientalnej szkole realnej w Czerniowcach. Studia podjął na Uniwersytecie w Czerniowcach na kierunku filozofii, przerwane ze względu na wybuch I wojny światowej.
Walczył na froncie rosyjskim w Karpatach i froncie włoskim (bitwy pod Monte Lamperla, Asiago i nad Piavą).
Po rozpadzie Austro-Węgier trafił do niewoli włoskiej, gdzie zgłosił się do powstających we Włoszech formacji polskich. Pełnił funkcję dowódcy kompanii piechoty w Armii gen. Józefa Hallera stacjonującej w Santa Maria Capua Vetere, a następnie dowódcy jednego z baonu stacjonującego w La Mandria di Chivasso. Podczas służby w Błękitnej Armii ukończył szkołę oficerską w Casagiove. W czerwcu 1919 r. po przewiezieniu baonu do Polski otrzymał przydział do 15 pułku strzelców polskich Armii Hallera, po czym został przeniesiony do 50 pułku piechoty Strzelców Kresowych im. Francesco Nullo.
Po wojnie polsko-bolszewickiej pełnił funkcję adiutanta 50 pułku piechoty stacjonującego w Kowlu. Od 1922 r. w pułku dowodził II batalionem. W styczniu 1926 został przesunięty na stanowisko kwatermistrza. 18 lutego 1927 roku został zwolniony z zajmowanego stanowiska i przeniesiony służbowo do Powiatowej Komendy Uzupełnień Kowel celem odbycia czteromiesięcznej praktyki poborowej. 22 lipca tego roku został przeniesiony do Powiatowej Komendy Uzupełnień Dębica na stanowisko kierownika referatu I. W marcu 1929 roku został przesunięty na stanowisko pełniącego obowiązki komendanta PKU Dębica. W marcu 1932 roku został zatwierdzony na tym stanowisku. W 1938 roku dowodzona przez niego jednostka została przemianowana na Komendę Rejonu Uzupełnień Dębica, a zajmowane przez niego stanowisko otrzymało nazwę „komendant rejonu uzupełnień”. 
Po wybuchu II wojny światowej 1939 r., w okresie kampanii wrześniowej wyjechał z dokumentami KRU (początkowo wraz z rodziną). Po agresji ZSRR na Polskę z 17 września 1939 r., w czasie ewakuacji PKU został aresztowany przez Sowietów pod Tarnopolem  i trafił do niewoli. Został osadzony w Kozielsku. O jego pobycie w obozie wspominał znający go plut. Józef Zarytkiewicz (zwolniony z Kozielska). Jego nazwisko znajduje się na liście wywózkowej nr 015/2 z 1940 r. Dnia 7 kwietnia 1940 r. przewieziono go do Katynia, gdzie został rozstrzelany przez funkcjonariuszy Obwodowego Zarządu NKWD w Smoleńsku oraz pracowników NKWD przybyłych z Moskwy na mocy decyzji Biura Politycznego KC WKP(b) z 5 marca 1940 r. Został pochowany na terenie obecnego Polskiego Cmentarza Wojennego w Katyniu, gdzie w 1943 r. jego ciało zidentyfikowano podczas ekshumacji prowadzonych przez Niemców pod numerem 23. Przy zwłokach Waleriana Orłowskiego zostały odnalezione pocztówka, list, świadectwo szczepienia w obozie, fotografie.
Walerian Orłowski był żonaty, miał synów Romana i Tadeusza.

## Upamiętnienie
Minister Obrony Narodowej decyzją Nr 439/MON z 5 października 2007 r. awansował go pośmiertnie do stopnia podpułkownika. Awans został ogłoszony 9 listopada 2007 r. w Warszawie, w trakcie uroczystości „Katyń Pamiętamy – Uczcijmy Pamięć Bohaterów”.
W ramach akcji „Katyń... pamiętamy” / „Katyń... Ocalić od zapomnienia” Waleriana Orłowski został uhonorowany poprzez zasadzenie Dębu Pamięci przy Zespole Szkół Ponadgimnazjalnych nr 5 w Tarnowie.
Został również upamiętniony inskrypcją pamiątkową w kościele garnizonowym pw. św. Agnieszki w Krakowie oraz na tzw. Dębickiej Liście Katyńskiej usytuowanej na Placu Mikołajkowów w Dębicy.

## Awanse służbowe
- chorąży (Fähnrich) – 28 lutego 1915 r.
- podporucznik (Leutnant) – październik 1915 r.
- porucznik (Oberleutnant) – 1 listopada 1917 r.
- kapitan – zatwierdzony z dniem 1 kwietnia 1920 r., zweryfikowany ze starszeństwem z dniem  1 czerwca 1919 r.
- major – 1 grudnia 1924 r. ze starszeństwem z 15 sierpnia 1924 r. i 182 lokatą w korpusie oficerów zawodowych piechoty (w 1932 r. zajmował 79 lokatę )
- podpułkownik – 5 października 2007 r. pośmiertnie

## Ordery i odznaczenia
- Krzyż Walecznych (trzykrotnie: po raz pierwszy w 1921)[12]
- Złoty Krzyż Zasługi (19 marca 1936)[13][14]
- Medal Pamiątkowy za Wojnę 1918–1921
- Medal Dziesięciolecia Odzyskanej Niepodległości
- Srebrny Medal za Długoletnią Służbę
- Brązowy Medal za Długoletnią Służbę
- Krzyż Kampanii Wrześniowej – pośmiertnie 1 stycznia 1986[15]
- odznaka 50 Pułku Piechoty Strzelców Kresowych im. Francesco Nullo
- Signum Laudis Brązowy Medal Zasługi Wojskowej z Mieczami na wstędze Krzyża Zasługi Wojskowej (Austro-Węgry)
- Brązowy Medal Waleczności (Austro-Węgry)
- Krzyż Wojskowy Karola (Austro-Węgry)